# 平川達也 (放送作家)
平川 達也（ひらかわ たつや）は、日本のラジオ放送作家である。A&Gアカデミー放送作家コース2期生。文化放送の地上波デジタルラジオ局「超!A&G+」で主に活動している。
通称「ハンヘル（君）」「カルピス（君）」。「ハンヘル」のほうが古い愛称で、『喜多村英梨の超ラジ!』ではそう呼ばれており、終了した『豊崎愛生の超ラジ!Girls』でもそう呼ばれていた。「カルピス」は、カルピスをよく飲むことから、『下田麻美の超ラジ!Girls』の下田麻美が名づけた。

## 担当番組
- 喜多村英梨の超ラジ!（超!A&G+）※2008年4月7日~2010年9月27日まで担当。2010年9月27日で番組終了。
- 下田麻美の超ラジ!Girls（超!A&G+）※2008年10月~2010年9月まで担当。2010年9月27日で番組終了。
- 豊崎愛生の超ラジ!Girls（超!A&G+）※2008年4月~2008年9月まで担当。番組終了後「下田麻美の超ラジ!Girls」の構成作家に継続。
- キタエリのケメコマニアックス!（超!A&G+）※2008年10月~12月末放送。2009年1月1日で番組終了。
- 超!A&G+ナビ（超!A&G+）※2010年9月27日で番組終了。
- 集まれ昌鹿野編集部（ラジオ関西）
- 太紀・玲子のドリゲッチュ（ラジオ関西）
- 隠の王ラジオ（インターネットラジオ）
- 超!A&Gミュージック+TV木曜日（超!A&G+）‐第4期より小原美穂に替わって木曜日の構成作家を担当。（2010年10月7日～2011年3月24日、2011年4月からはさらに金曜日へ担当日変更、なお番組は2011年9月で終了）
- アンテナ+（超!A&G+）-第39回より松本勇平に替わって構成作家を担当。（2010年10月7日初回放送分～2011年10月2日の最終回まで）
- A&G NEXT GENERATION Lady Go!!
  - 火・木曜日担当(2011年10月-)
  - 火曜日担当(2011年4月-9月)
- 放課後TV/深夜TV（超!A&G+）「超!A&Gミュージック+TV」の後継番組として、2011年10月3日スタートの新番組。月曜作家担当。2012年9月18日で番組終了。
- 81下克上ラジオole!玲央（超!A&G+）2012年10月3日スタートの新番組。簡易動画付き。